# Éric Woerth
Éric Woerth   (Creil, 29 de gener de 1956) és un polític francès. Es va graduar a la Universitat de Panteó-Assas, HEC Paris i Sciences Po.
Del 1995 al 2017 va servir com a alcalde de Chantilly i del 2007 al 2010 va ser Ministre de Pressupostos i després de Treball en els dos primers governs de François Fillon, període durant el qual va estar involucrat en un cas d'estafa contra Liliane Bettencourt.
Del 2017 al 2022 és diputat i president de la Comissió de Finances de l'Assemblea Nacional. El 2022, va anunciar que deixaria Les Républicains per donar suport a Emmanuel Macron i va ser reelegit sota la bandera de Ensemble. És comissari de l'Assemblea Nacional des del 29 de juny de 2022.